# Büschel-Miere
Die Büschel-Miere (Minuartia rubra) ist eine Pflanzenart aus der Gattung der Mieren (Minuartia) innerhalb der Familie der Nelkengewächse (Caryophyllaceae).

## Beschreibung

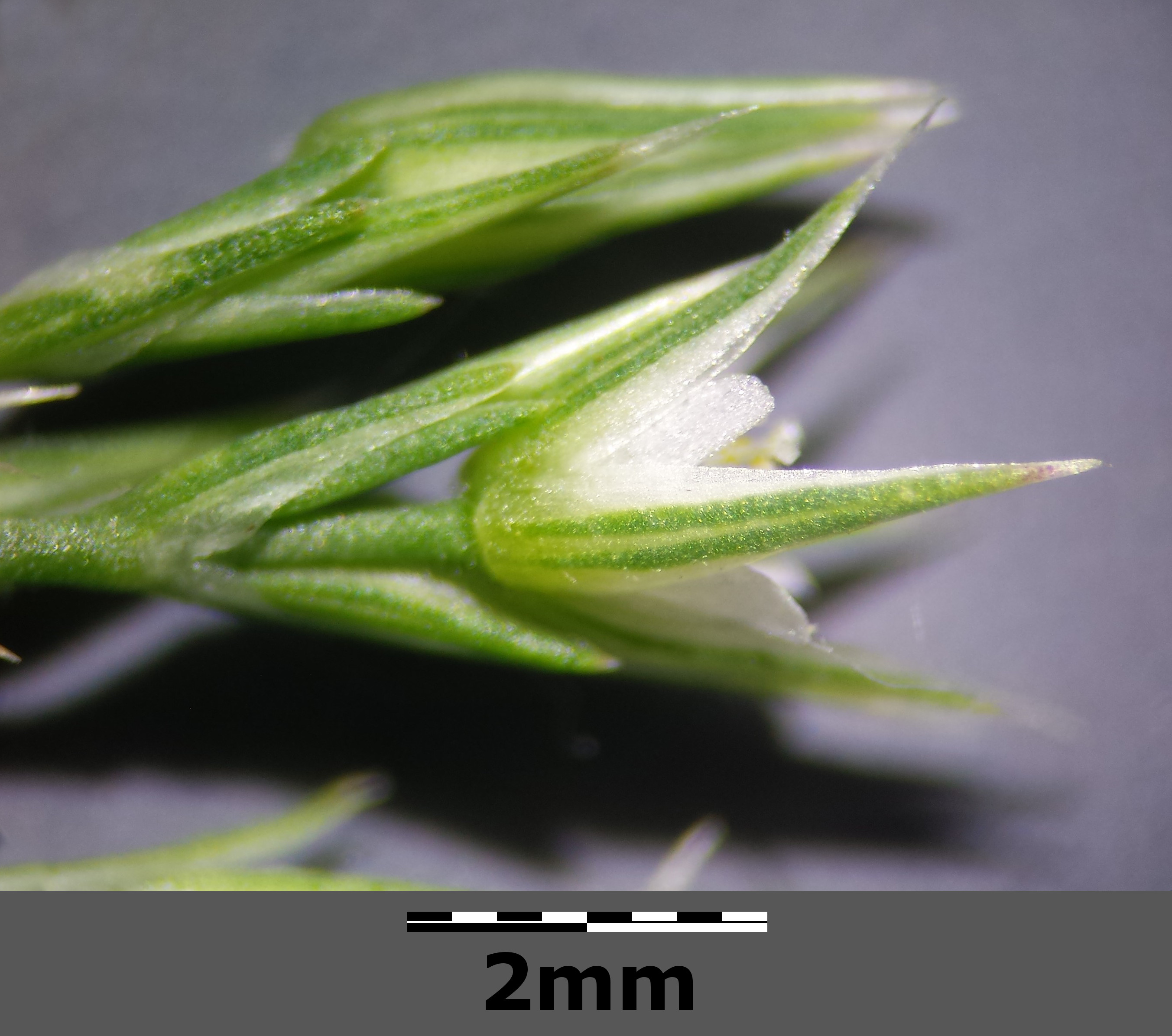
Blüte

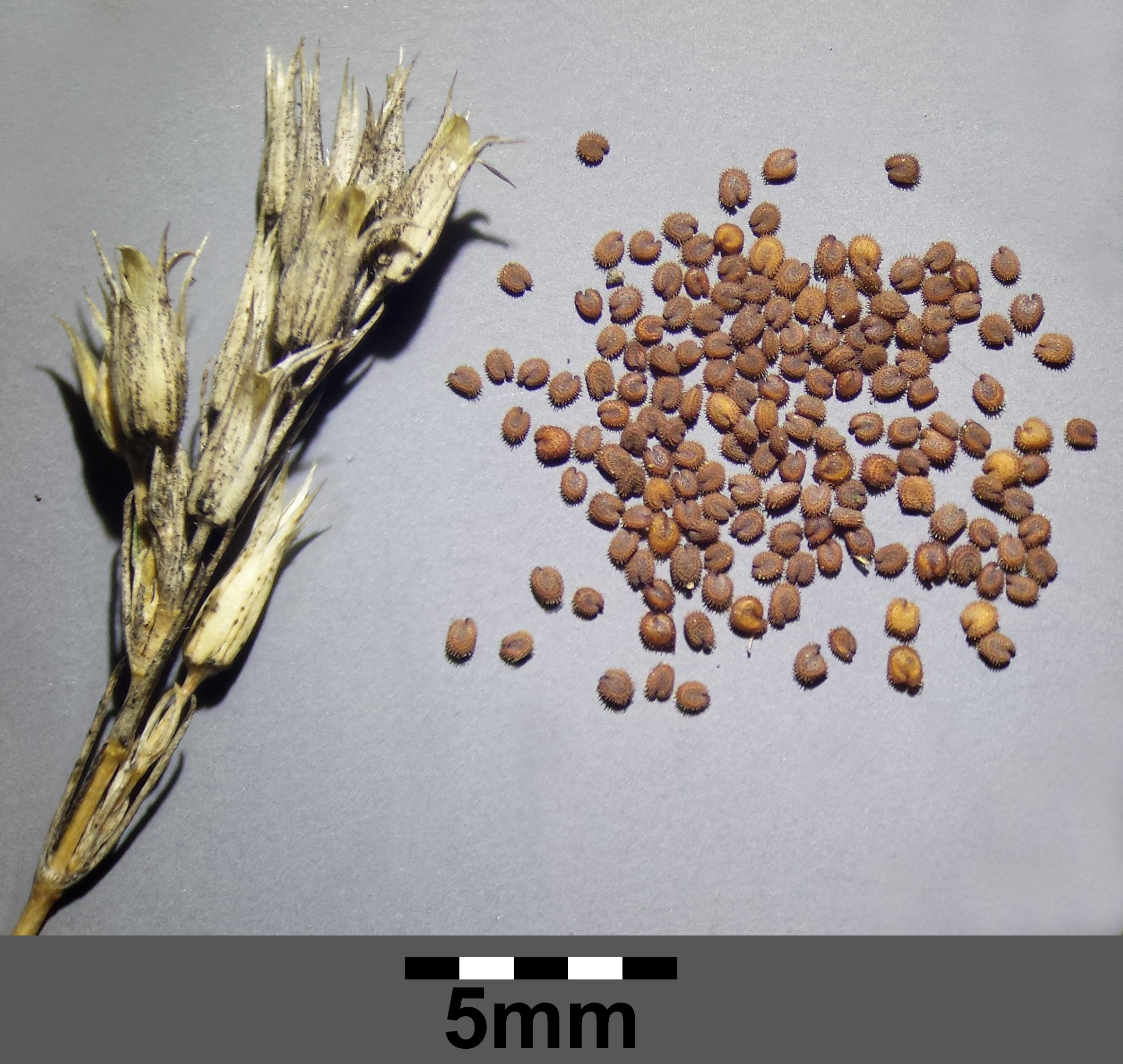
Fruchtstand mit Samen

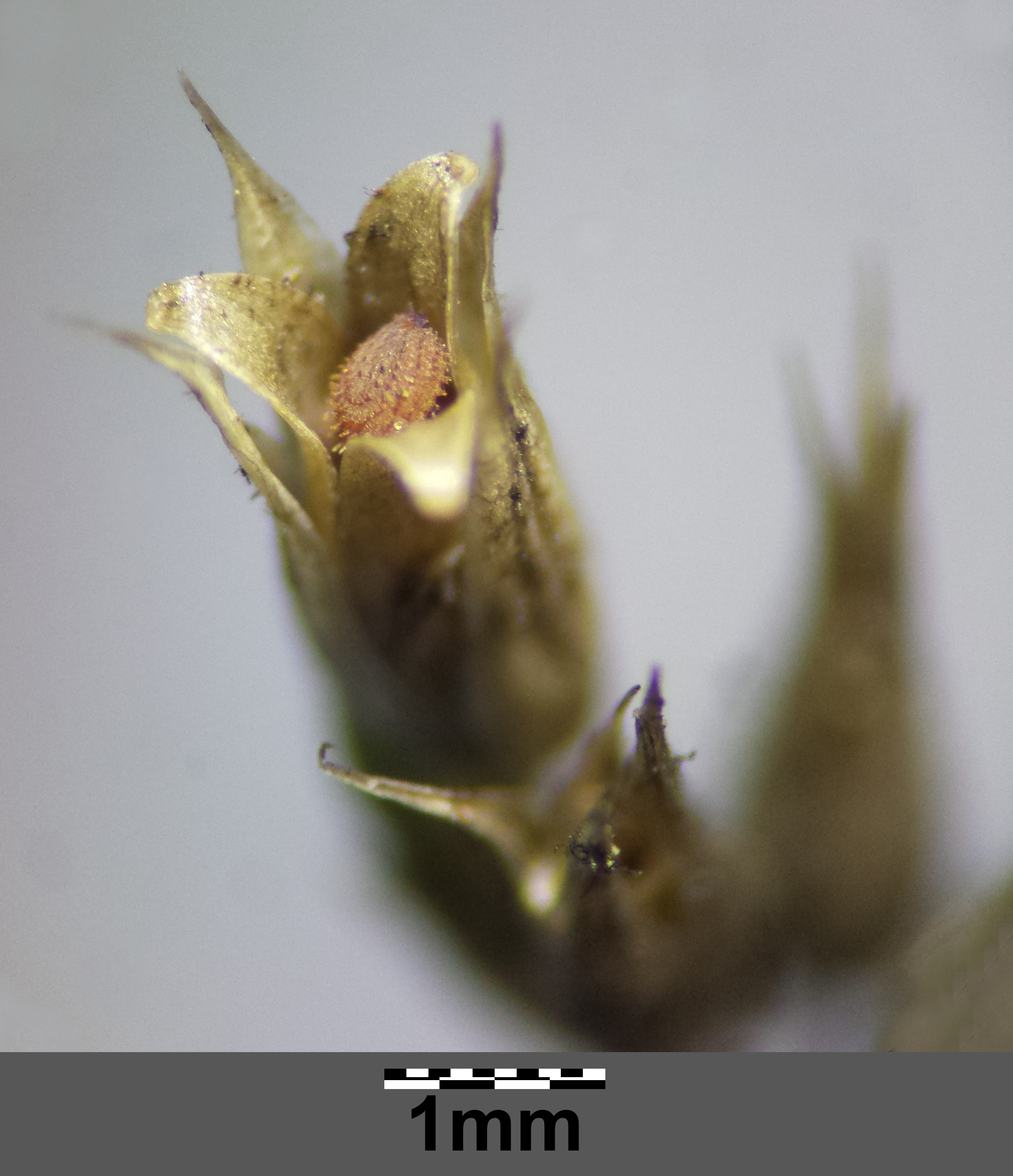
Geöffnete Frucht mit Samen

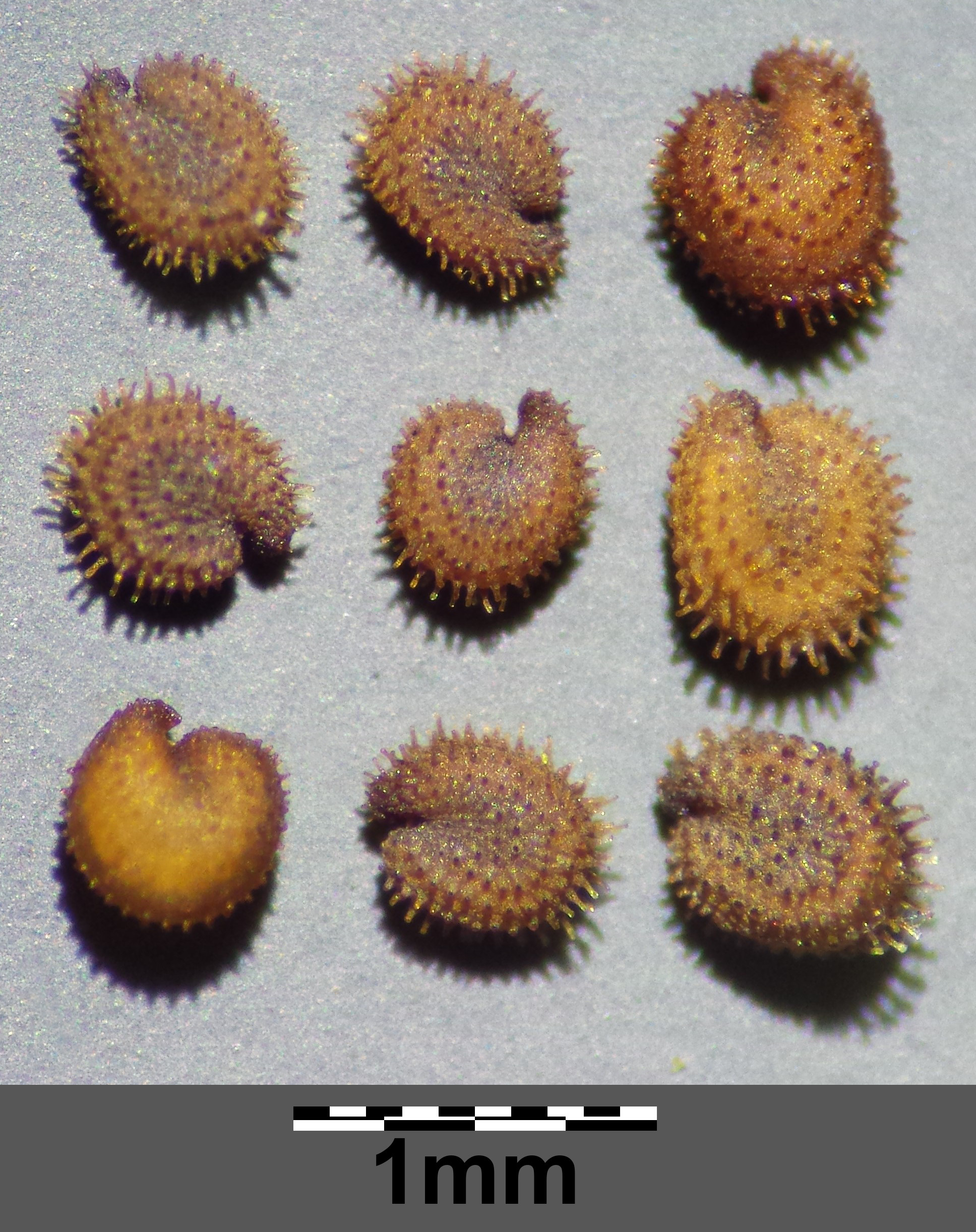
Samen

### Vegetative Merkmale
Die Büschel-Miere wächst als ein- oder zweijährige krautige Pflanze, die Wuchshöhen von 8 bis 25 Zentimetern erreicht. Sterile Seitensprosse fehlen. Der einzelne, aufrechte Stängel ist kahl, unverzweigt oder nach oben zu verzweigt.
Die gegenständig angeordneten Laubblätter sind pfriemlich, borstig behaart und dreinervig und an ihrer Basis breit hautrandig. Die unteren Laubblätter tragen in ihren Achseln Blattbüschel (Name).

### Generative Merkmale
Blütezeit ist Juli und August. In den endständigen und achselständigen gabelig-trugdoldigen Blütenständen sind viele Blüten dicht zu einem etwas einseitigen Gesamtblütenstand zusammengeordnet. Die Tragblätter sind so lang oder etwas länger als die Blütenstiele. Die Blütenstiele sind meist etwas kürzer als der Kelch, nur bei den gabelständigen Blüten etwas länger.
Die zwittrigen Blüten sind radiärsymmetrisch und fünfzählig mit doppelter Blütenhülle. Die fünf Kelchblätter 4 bis 6 Millimeter lang, spitz und weißlich mit zwei grünen Mittelstreifen und an ihrer Basis etwas weißknorpelig. Die fünf Kronblätter sind deutlich kürzer als die Kelchblätter und eifrömig-länglich. Es sind drei Griffel vorhanden.
Die dreiklappige Kapselfrucht ist kürzer als die Kelchblätter. Die braunen Samen sind bei einer Breite von 7 bis 0,8 Millimetern nierenförmig, mit kreisförmigen Reihen feiner Warzen bedeckt und am Rand mit einer Reihe spitzer Warzen besetzt.

### Chromosomensatz
Die Chromosomenzahl beträgt 2n = 26 oder 30.

## Vorkommen
Die Büschel-Miere ist ein submediterranes Florenelement. In Europa gibt es Fundortangaben für die Pyrenäen, Frankreich, Oberitalien, Schweiz bis zum Oberrheingebiet, Österreich, Ungarn, Rumänien, Jugoslawien. Es gibt Vorkommen außerhalb Europas in Marokko. Die Vorkommen in Deutschland stellen eher die Nord- als die Westgrenze ihres Areals dar. Die Büschel-Miere steigt in Mitteleuropa bis in eine Höhenlage von 2000 Meter auf.
In Österreich tritt die Büschel-Miere in den Bundesländern Wien, Niederösterreich, dem Burgenland und Salzburg zerstreut bis selten in der collinen bis submontanen Höhenstufe auf. In Oberösterreich ist die Büschel-Miere „ausgestorben“. Die Vorkommen konzentrieren sich dabei auf das Pannonikum. Die Büschel-Miere gilt in Österreich als „gefährdet“, im nördlichen Alpenvorland als „stark gefährdet“.
Die Büschel-Miere gilt in der Schweiz als NT = „Potenziell gefährdet“.
Die Büschel-Miere braucht kalkhaltigen, ja kalkreichen, trockenen, sommerwarmen, steinigen und lockeren Boden, der arm an Stickstoff sein sollte, und im Übrigen sandig oder lehmig sein kann. Sie besiedelt in klimatisch günstigen Gegenden (Oberrheintal, Weinbaugebiet zwischen Neustadt an der Weinstraße und Mainz, Fränkischer Jura bei Regensburg, Oberbayern, Schweizer Jura zwischen Bielersee und Genf, Wallis, Tessin), lückige Trockenrasen und felsige Hänge. In den bereits genannten Gebieten ist sie sehr selten. Sie ist eine Charakterart des Cerastietum pumili aus dem Verband Alysso-Sedion, kommt aber auch im Xerobrometum vor.
Die ökologischen Zeigerwerte nach Landolt [et al.] 2010 sind in der Schweiz: Feuchtezahl F = 1 (sehr trocken), Lichtzahl L = 4 (hell), Reaktionszahl R = 4 (neutral bis basisch), Temperaturzahl T = 4+ (warm-kollin), Nährstoffzahl N = 2 (nährstoffarm), Kontinentalitätszahl K = 5 (kontinental).

## Taxonomie
Die Erstveröffentlichung erfolgte 1771 unter dem (Basionym) Stellaria rubra durch Giovanni Antonio Scopoli in Flora Carniolica, 2. Auflage, Band 1, Seite 316. Die Neukombination zu Minuartia rubra (Scop.) McNeill wurde 1963 durch John McNeill in Feddes Repertorium Specierum Novarum Regni Vegetabilis, Band 68, Seite 173 veröffentlicht. Weitere Synonyme für Minuartia rubra (Scop.) McNeill sind: Minuartia fastigiata (Sm.) Reichenbach, Alsine jacquinii W.D.J. Koch, Arenaria fastigiata Sm., Minuartia mucronata (L.) Schinz & Thell., Minuartia fasciculata auct.